# Georges de Mestral
Georges de Mestral (Nyon, 19 juni 1907 - Commugny, 8 februari 1990) was een Zwitsers elektrotechnisch ingenieur en uitvinder. Zijn bekendste uitvinding is het klittenband Velcro (een samentrekking van de Franse woorden "velours" en "crochet") dat hij in 1951 patenteerde.

## Biografie
Georges werd geboren nabij Lausanne als zoon van Albert de Mestral, een landbouw-ingenieur en Marthe de Goumoëns. Van jongs af aan had hij twee hobby's: wandelen en uitvinden. Op zijn twaalfde jaar bouwde hij een met stof bekleed modelvliegtuig, waar hij patent aan opvroeg. Na zijn middelbare school ging hij elektrotechniek studeren aan de École Polytechnique Fédérale de Lausanne. Na zijn afstuderen vond hij in 1930 werk in de werkplaats van een technisch bedrijf.

### Klittenband
Zijn idee voor het klittenband zou gekomen zijn, nadat hij 's ochtends vroeg met zijn hond uit wandelen was geweest en naderhand zowel aan zijn broek als in de vacht van het dier de vruchten van de grote klit vond. Uit nieuwsgierigheid legde hij een van de vruchten onder de microscoop en hij ontdekte honderden kleine haakjes die zich aan elke kleine lus in kleding of vacht vastmaakten. Meteen zag hij de potentie in deze "haak en lus"-methode als nieuwe verbindingstechniek.
Het zou hem echter tien jaar ontwikkelingstijd kosten voordat hij een werkbaar product had. Het eerste klittenband dat hij maakte, had zowel de haken als de ogen op één band zitten: deze waren dus niet gescheiden op twee banden, zoals tegenwoordig wel het geval is. Ondanks aanvankelijk verzet tegen zijn idee begon hij zijn eigen bedrijf en verkocht 55 miljoen meter per jaar. 

### Privé
Na de dood van zijn vader in 1966 erfde Mestral het familiehuis, het Zwitserse château in Saint-Saphorin-sur-Morges.
- Gemeinsame Normdatei: 1070611123
- Historisch woordenboek van Zwitserland: 031519
- Virtual International Authority File: 315940434